# Club Vóley Palma
El Club Voley Palma es un equipo de voleibol situado en las Islas Baleares, en concreto en la ciudad de Palma de Mallorca. Fundado en 2013 cuando Damià Seguí visitó uno de los clubes de la ciudad y decidió crear uno que siguiera la estela de su antecesor, el C.V. Son Amar Palma. Actualmente y tras 3 ascensos consecutivos milita en la Superliga Masculina española desde la temporada 2016/2017. Se denominó durante unas temporadas Ca'n Ventura Palma, pero por motivos de patrocinio también se conoció por Urbia Voley Palma, Urbia Uenergia Voley Palma o Feníe Energía Mallorca Voley Palma.

## Historia
El Club Voleibol Palma nació en 2013. Después de llegar a competir por todo lo que estaba a su alcance en el C.V. Son Amar Palma, Damià Seguí decidió volver a la pista para ascender, al entonces Esporlas. El club que pasó a denominarse Ca'n Ventura Palma logróo 3 ascensos de forma consecutiva para situarse en la Superliga 2, competición donde tras caer derrotados en semifinales de la Copa Príncipe, consiguieron el ascenso definitivo a la máximas competición nacional, la Superliga, situando a Palma de Mallorca otra vez en la primera línea del voleibol nacional.

### Ascenso a Superliga y Doblete Histórico
Después de lograr el ascenso a la máxima categoría del voleibol español, el conjunto dirigido por Marcos Dreyer se fijó como objetivo disputarle el título al C.V. Teruel y al Unicaja Almería. Para poder alcanzar su objetivo, realizó siete fichajes de gran bagaje como son el líbero Alejandro Fernández Rojas, los centrales Jorge Fernández y Daniel Macarro, el opuesto Andrés Villena,  los receptores Guilherme Hage y Fran Ruiz; y al colocador Victor Viciana
El arranque de la Superliga causó mucha espectación en torno al proyecto. Después de conseguir la primera victoria en su feudo, cayeron en el partido de la segunda jornada contra Unicaja Almería. Aunque después de esta y otra derrota más fuera de casa, consiguieron una gran racha de partidos en los que vencieron, logrando así la primera clasificación a Copa del Rey de Voleibol 2017.
Una vez en la final, Palma estaba a punto de hacer historia. Con un pabellón con 3500 espectadores, los baleares se enfrentaron al C.V. Teruel en una final estrepitosa con jugadores como los nombrados anteriormente o por ejemplo Fran Ruíz, que desplegaron un voleibol muy bueno, haciendo así que el Ca'n Ventura Palma se hiciera con la primera Copa del Rey de su historia.
Después de esta hazaña y de una gran temporada, el equipo queda segundo en la tabla y se clasifica como cabeza de serie para disputar las semifinales de los Play Offs por el título. Gracias a los resultados cosechados, ya en la última jornada, los azulones deciden cambiar de pabellón. Dejando el Germans Escalas detrás, para empezar a jugar en el Son Moix.
Con este cambio y ya conociendo su rival de las semifinales de los Play Offs, que sería el C.V. Teruel, daría comienzo la lucha por el título. El equipo aragonés no sería rival para los de las islas, ya que la serie de semifinales terminaría con un marcador global de 3-0. Mismo resultado que en la final, aunque esta vez con algo más de dificultad, ya que se trataba del vigente campeón, el Unicaja Almería. Finalmente, el Ca'n Ventura Palma se alzaría con su primera Superliga en el Son Moix.

### Independencia de Damià Seguí y la era Urbia
El 9 de junio de 2017 quien hasta el momento estaba aportando la mayoría del capital económico necesario para el proyecto, Damián Seguí comunica al club la finalización de su vinculación con el club. Desde este momento, todos empiezan a buscar alternativas para financiar el proyecto y poder seguir compitiendo. El más activo en la búsqueda fue Marcos Dreyer, quien consiguió el patrocinio de Urbia Services para la siguiente temporada pudiendo inscribir así al equipo en la máxima competición nacional.
El 1 de noviembre de 2017 a las 18:00 disputó la Supercopa de España en casa del vigente campeón, el CV Teruel. El partido se saldó con derrota por 3-0 del equipo mallorquín. Siendo esta competición la única que se le resistió.
Tras una temporada de ensueño, consiguiendo transformar sus 18 partidos en victorias, los de Marcos Dreyer disputarían el segundo título de la temporada la Copa del Rey. Lo hizo como cabeza de serie y por lo tanto, empezó a jugarla desde las semifinales donde fue vencido por Unicaja Almería. En los Play Offs corrieron la misma suerte y no fueron capaces de doblegar a los ahorradores para revalidar el título.
En el inicio de la siguiente temporada, el equipo iba a empezar con alguna duda en el arranque pero con muy buenos jugadores en sus filas. Las marcha de Víctor Viciana o Alejandro Rojas, entre otros fueron suplidas con las llegadas de nuevos fichajes de altura. Fruto de ello, el equipo llegó a clasificarse para la Copa del Rey. Pasaron la primera ronda, pero cayeron eliminados contra C.V. Teruel en un partido muy ajustado en el marcador. Además, fue un año donde se le rindió un homenaje a Damià Seguí tras su fallecimiento y Son Moix se llenó hasta la bandera para despedir al mecenas del voleibol mallorquín.
El 4 de agosto de 2020 el equipo llegó a un acuerdo para dos temporadas con el Palma Futsal con el cual pasaban a vestir sus colores en lo que sería un acuerdo para mejorar la gestión del club en busca de convertirlo en uno más profesional. Es por eso que los de Marcos Dreyer empezaron a vestir de verde y blanco, colores del equipo de Futsal.

«Ambos clubes cierran un acuerdo para crecer juntos. Son dos de los grandes referentes del deporte balear. El club mantiene su proyecto y se alía con uno de los clubes que mejor ha explotado todos los aspectos asociados al deporte para crecer. Urbia apadrina el acuerdo y se mantiene como patrocinador principal. El acuerdo es para las dos próximas temporadas.»

El club fue capaz de mantener un nivel competitivo alto pese a la crisis que se vislumbraba en el voleibol español debido a la pandemia de Covid-19. Elclub consiguió una primera vuelta muy buena que le clasificó para los cuartos de final de la Copa del Rey en el Centro Insular de Deportes. En esta primera ronda se vivió un derbi mallorquín contra el Conectabalear CV Manacor en un partido que se resolvió sin mucha complicación. Así llegaban a unas semifinales con la confianza por las nubes contra un rival como el Club Voleibol Teruel. El partido fue complicado, pese a que el primer set se ganó con solvencia, el segundo cayó de parte del cuadro rival. No obstante, el equipo de Marcos Dreyer no tiró la toalla y consiguió vencer en el tercer y cuarto set por la mínima para llevarse el partido. Un resultado que les llevó a su segunda final de Copa del Rey en su historia. En esta ocasión su rival fue el debutante Club Voleibol Guaguas, un rival contra el que poco pudieron hacer y quedaron subcampeones de la competición del K.O.
A partir de este momento, el equipo empezó a acusar la exigencia de la temporada y soltó un poco el pie del acelerador. Pese a quedar cuartos en la clasificación final y conseguir ser cabeza de serie para los cuartos de final de los Play Offs, el Melilla Sport Capital le puso las cosas muy difíciles y no le dejó respirar en los dos partidos de eliminatoria. Así, los de Marcos Dreyer cayeron eliminados en dos partidos de gran nivel del equipo de Salim Abdelkader obligando a los palmesanos a decir adiós a la temporada.
Cuatro años después de firmar el inicio del patrocinio de Urbia Services con el Club Vóley Palma, la empresa ponía fin a su relación contractual el 1 de junio de 2021. Por ello, el club se vio envuelto en una situación de incertidumbre total debido a que tenían que inscribirse en la competición antes del 14 de junio o sino perderían su plaza. En este contexto el club sacó un comunicado oficial declarando que la no inscripción podría suponer la desaparición del club.

«El Voley Palma afronta dos semanas en las que se decidirá si se mantiene como club o desaparece. El día 14 de junio es la fecha límite para comunicar a la Federación Española de Voleibol la inscripción a la Superliga de la próxima temporada o renunciar a la plaza, lo que supondría la desaparición del proyecto que ha liderado el voleibol en Baleares en los últimos años. El club se encuentra ahora mismo en una situación límite tras la decisión de los patrocinadores principales de no continuar en el proyecto la próxima temporada. En los últimos días se ha notificado al club la no renovación de los acuerdos y que han sido parte fundamental del proyecto de esta temporada y que fueron los que hace justo un año ya evitaron que el proyecto desapareciera junto a la entrada del Palma Futsal para ayudar en la gestión del club. La continuidad del Palma Futsal en el proyecto siempre ha ido de la mano de la continuidad de los patrocinadores principales que aseguraban la viabilidad del proyecto y que hacían posible que la temporada 2.020/21 se pudiera continuar con un equipo de garantías para luchar por estar entre los mejores como así fue con la final jugada en la Copa del Rey y con el cuarto puesto en la clasificación de la Superliga. La falta de patrocinadores en estos momentos hace inviable la inscripción en la Superliga y que el club pueda continuar con su actividad si en dos semanas no se consiguen los patrocinadores necesarios.»

El equipo consiguió inscribirse en la competición de la Superliga el último día posible y dentro de plazo, es decir, el 14 de junio. Aunque lo hizo, no porque tuviera ya los apoyos necesarios, sino para ganar tiempo hasta el 1 de julio para dar una respuesta en firme. Todo con la posibilidad de sacar adelante la temporada, pero siendo conscientes de que todavía no tenían ese presupuesto que se lo permitiera, tal y como reza el comunicado que sacaron el mismo día de la inscripción.

«El club lleva meses trabajando en la búsqueda de nuevas empresas que suplan la salida de los dos patrocinadores principales del club y ha mantenido conversaciones con empresas e instituciones buscando una solución para evitar la desaparición del club. De momento, hay varias opciones que pueden ser factibles pero se necesita tiempo para saber si realmente se pueden comprometer con el club para cerrar acuerdos que garanticen el proyecto de la entidad. El Voley Palma tiene decidido que no saldrá a competir si no puede asegurar al cien por cien que podrá cubrir todos los gastos y compromisos durante toda la temporada por respeto a cuerpo técnico, jugadores y a todos los patrocinadores y colaboradores que llevan años colaborando con la entidad entendiendo que los clubes deportivos deben dar ejemplo y ser serios y respetuosos con todos los compromisos que adquieran.»

### Feníe Energía: un nuevo proyecto
Con la inscripción del equipo en Superliga, vinieron todos los cambios en el club. El primero de ellos fue la inscripción de Feníe Energía como patrocinador principal del club dando nombre a la entidad que ahora se conocería como 'Feníe Energía Mallorca Voley Palma' y que, por lo tanto, permitiría un nuevo proyecto en Superliga para el voleibol palmesano.
El primero de los cambios vino con aires de melancolía, el entrenador del equipo en los últimos siete años, autor del ascenso, del doblete y del subcampeonato de Copa en la pasada campaña, no volvería a sentarse en el banquillo del primer equipo. Marcos Dreyer dejaba de ser el entrenador del equipo de Palma de Mallorca. En su lugar cogió las riendas de la plantilla el español Abel Bernal con el que se conseguiría una meritoria quinta posición en la liga regular y se alcanzarían las semifinales de Copa del Rey y los Play Offs.
Aunque con la marcha del opuesto brasileño Rodrigo Pernambuco con destino a Pamesa Teruel Voleibol, la dinámica del conjunto palmesano cambiaría de forma radical y solo los refuerzos a mitad de temporada eran capaces de salvar al equipo del pelígro real del descenso en la temporada siguiente. Un susto que se haría efectivo en el 2024 cuando no fueron capaces de salvar la categoría y consumaron el descenso en el último partido del año en el propio estadio de Son Moix ante unos 3.000 aficionados. Tras dos meses con el descenso en las pistas consumado, el 23 de mayo de 2024 el Club Vóley Palma anunciaba con un comunicado su permanencia en la Superliga tras la renuncia del recién ascendido Aldebarán San Sadurniño y su consiguiente permuta de la plaza. Un movimiento que permitió al club permanecer en la Superliga una temporada más.

### Una nueva regeneración
Ese mismo día que se anunció la permanencia en la Superliga, se aprovechaba para comunicar el cambio en el banquillo del primer equipo. Abel Bernal no iba a renovar con la institución palmesana y sería Genaro López el que dirigiría al club en un nuevo proyecto.

## Estadísticas históricas

### Entrenadores
A lo largo de la historia de la entidad, el Club Vóley Palma ha contado con hasta tres entrenadores diferentes para el primer equipo. Estos han sido los técnicos y los años en los que estuvieron cargo:
| Entrenador        | País      | Temporada   |
| ----------------- | --------- | ----------- |
| Marcos Dreyer     | Brasil    | 2014 - 2021 |
| Abel Bernal Bravo | España    | 2021 - 2024 |
| Genaro José López | Argentina | 2024 - Act. |

## Palmarés
El palmarés del Club Voley Palma comprende entre sus títulos oficiales una Superliga y una Copa del Rey.
Nota: en negrita competiciones vigentes en la actualidad.
| Competición nacional                  | Títulos    | Subcampeonatos |
| ------------------------------------- | ---------- | -------------- |
| Superliga Masculina de Voleibol (1/0) | 2016/2017. |                |
| Copa del Rey (1/1)                    | 2017.      | 2021           |
| Supercopa de España (0/2)             |            | 2017 y 2021.   |
| Superliga Masculina 2 (1/0)           | 2015-16.   |                |

Torneos
- Trofeu Ciutat de Palma (2): 2020,[13] 2021.[14]
- Trofeo Ciutat de Manacor (2): 2018[15] y 2020.[16]
- Memorial Juan Rodríguez Doreste (1): 2020[17]

## Trayectoria deportiva
Competiciones disputadas:
- Superliga (6): 2016/2017, 2017/2018, 2018/2019, 2019/2020, 2020/2021 y 2021/2022.
- Copa del Rey (6): 2017, 2018, 2019, 2020, 2021 y 2022.
- Superliga 2 (1): 2015/2016
- Copa del Príncipe (1): 2016